# Semisse

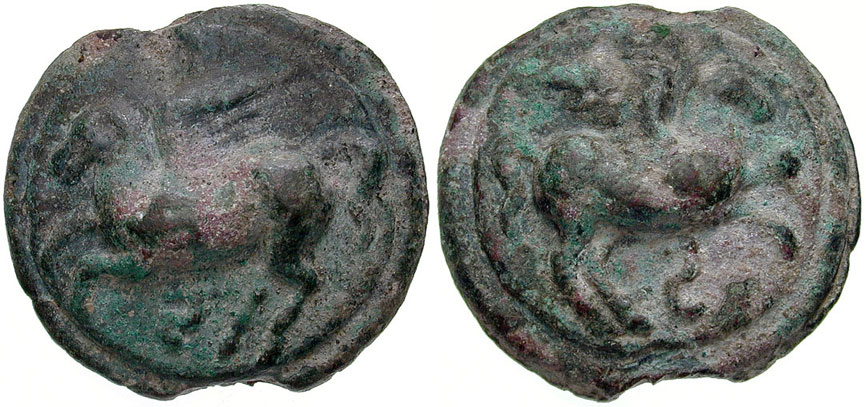
Semisse de bronze, ca. - Pégaso voando em ambos os lados da moeda, com a letra "S" abaixo de ambos os pégasos. Peso: 178,46 gramas.

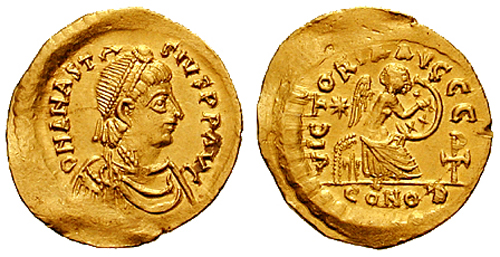
Semisse do imperador Anastácio I Dicoro r.

Semisse (em grego: σεμίσσης; em latim: semis; lit. "metade de uma unidade"; plural: semissis) foi uma moeda romana emitida por duas vezes, a primeira, em bronze, equivalendo a meio asse e a segunda, em ouro, equivalendo a meio soldo.

## Moeda de bronze
Durante a República Romana o semisse se distinguia pelo uso de um "S" (de semis) ou por 6 pontos (indicando o peso teórico de 6 unciae). Devido a imprecisões no método de cunhagem esse peso poderia variar.[carece de fontes?] Ao longo dos séculos seu peso mudou bastante, devido a inúmeras reformas monetárias e crises econômicas resultantes das Guerras Púnicas: de 225 até 211 a.C., o peso declinou vertiginosamente. Teve várias versões e circulou de 280 a 86 a.C., aproximadamente.
O asse passou por uma reforma em 211 a.C.; assim, a partir deste período o peso do semisse também mudou. Ainda no período pré-reforma, em 215 a.C., o semisse já teve seu peso reduzido a 35 gramas, e em 211 a.C., já com a reforma, o semisse padrão pesava em torno de 22 gramas. Uma outra versão, de 169−157 a.C. pesava 17 gramas.

## Moeda de ouro
Durante o Império Romano tardio e Império Bizantino, o semisse voltou a ser emitido, agora em ouro, pesando ca. 2,78 gramas. Tornou-se, assim, a medida fracionária do soldo. Durante os séculos IV-V foi modestamente cunhado, sendo que, nos séculos VI-VII e primeiras décadas do século VIII, adquiriu maior importância. Dos anos 740 em diante, tal como o tremisse, foi raramente cunhado no Oriente, de modo que o último exemplar conhecido provém do reinado de Basílio I, o Macedônio (867  886). No Ocidente, por outro lado, manteve-se em circulação na Sicília até a conquista árabe de Siracusa.